# Филипп Ибелин (сенешаль Кипра)
Филипп Ибели́н (фр. Philippe d’Ibelin; 1250/1255 — 25 ноября 1318, Никосия) — представитель влиятельного кипрского феодального рода Ибелинов, брат королевы Изабеллы Ибелин и один из самых влиятельных сторонников короля Генриха II де Лузиньяна во время мятежа баронов 1306 года, сенешаль Кипрского королевства (с 1302 года).

## Биография
Филипп Ибелин был пятым сыном коннетабля и маршала Кипрского королевства Ги Ибелина (ум. после 1255) и Филиппы Барле, дочери Эмери Барле. 
О ранней биографии Филиппа Ибелина известно крайне мало. Согласно хронике Амади, в 1292 году он принимал участие в военно-морском столкновении между венецианцами и генуэзцами. В 1302 году Филипп Ибелин сменил своего умершего старшего брата Балиана в придворной должности сенешаля Кипрского королевства.
Будучи приверженцем легитимной власти короля Генриха II, Филипп Ибелин активно пытался противодействовать установлению регентства своего племянника Амори де Лузиньяна во время мятежа баронов в 1306 году, однако не преуспел в этом. Как свидетельствует хроника Леонтия Махеры, когда верные королю Генриху II вассалы доложили ему о планах заговорщиков, король не поверил, что его братья хотят забрать у него власть. Тогда вассалы обратились к сенешалю Филиппу Ибелину, который 25 апреля 1306 года прибыл в Никосию и убедил короля и королеву-мать Изабеллу в серьёзности намерений заговорщиков. После этого он направился к брату короля Амори де Лузиньяну и попытался призвать его отказаться от захвата власти, напомнив о его присяге королю, однако, как пишет хронист, «он говорил с наглухо закрытой дверью».
На следующий день, узнав о приведении рыцарей и других вассалов Никосии к присяге Амори де Лузиньяну в качестве регента и правителя Кипрского королевства, Филипп вместе с королевой Изабеллой прибыли к Амори и попытались призвать присутствовавших у его дома вассалов не изменять присяге королю, в ответ на что получили от них обещание не причинять королю «никакого зла». Разгневанный Амори в резкой форме потребовал от своего дяди Филиппа Ибелина не лезть в его дела. После этого Филипп отправился в королевский дворец для обеспечения безопасности короля.
После того как Амори де Лузиньян утвердился у власти и все вассалы короля присягнули ему, сенешаль Филипп Ибелин также вынужден был принести присягу регенту, однако при этом остался в свите короля Генриха.
Когда регент Амори де Лузиньян начал открытое преследование короля и его сторонников, Филипп Ибелин был заключён в тюрьму в Аминосе, затем в Тарсусе в Киликийской Армении. После убийства регента Амори в 1310 году Филипп Ибелин вернулся на Кипр, приобретя огромное влияние на своего племянника короля Генриха II. Согласно хронике Амади, сенешаль Филипп Ибелин умер 25 ноября 1318 года и был похоронен в церкви Святого Франциска в Никосии.

## Семья
Филипп Ибелин был женат дважды: первый раз с около 1280 года на Марии Хамусской (1269/70 — до 1295), дочери Ваграна Хамусского и Марии Ибелин, второй раз с 1295 года на Марии де Жибле (ум. 1334), дочери Ги, сеньора Жибле, и Маргариты Сидонской. Первый брак оказался бездетным. От второго брака у Филиппа родилось пятеро детей:
- Изабелла Ибелин (1300 — после 1342), с 1315 года была замужем за Фернандо Майоркским (ум. 1316), с 1320 года — за графом Яффы Гуго Ибелином (ум. после 1342);
- Жан Ибелин (1301/02—1317);
- Ги Ибелин (до 1306 — 1350/60]), сенешаль Кипра с 1318 года, гражданин Венецианской республики с 1334 года, с 1319 года был женат на Маргарите Ибелин, дочери сеньора Никосии Ги Ибелина;
- Балиан Ибелин (до 1306 — ок. 1349), с 1323 года был женат на Маргарите Ибелин, дочери сеньора Арсуфа Жана II Ибелина;
- Элвис Ибелин (1307 — после 27.05.1347), с 1330 года была замужем за герцогом Генрихом фон Брауншвейг-Грубенгаген (ум. 1351)[1].